# Interstellar Boundary Explorer

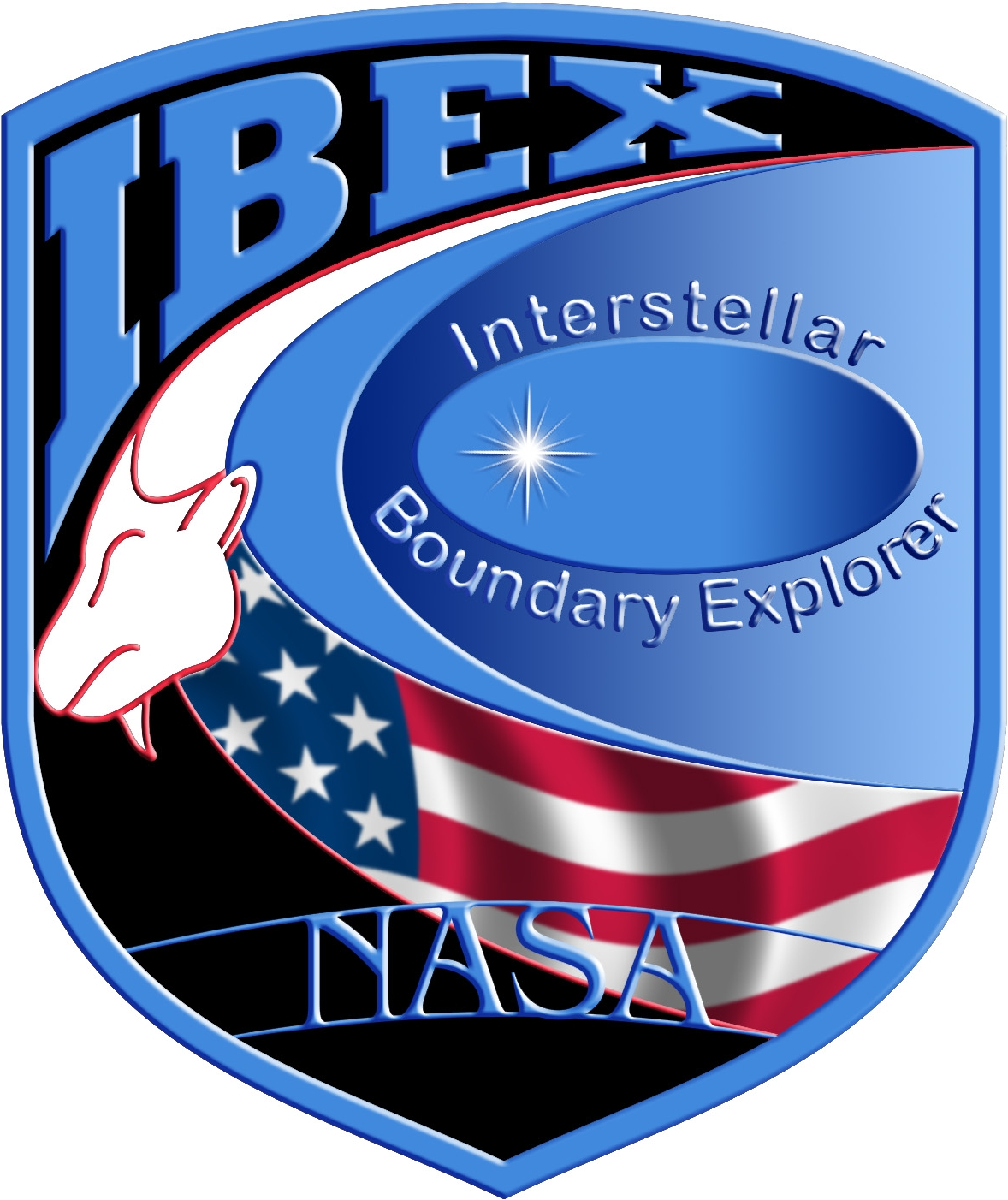
Logo IBEX

Interstellar Boundary Explorer (IBEX) – satelita naukowy amerykańskiej agencji kosmicznej NASA mający wykonać pierwszą mapę obszarów leżących na granicy Układu Słonecznego i przestrzeni międzygwiezdnej. Stanowi część programu Small Explorer.
IBEX został umieszczony na orbicie 19 października 2008 przy pomocy rakiety Pegasus-XL. Z kolei rakieta nośna została wyniesiona w powietrze przez samolot Lockheed L-1011 Stargazer, który wystartował o 16:51 UTC z lotniska na atolu Kwajalein na Wyspach Marshalla na Oceanie Spokojnym. Odłączenie i uruchomienie Pegasusa nastąpiło na wysokości około 12 kilometrów o godzinie 17:47 UTC. Do wejścia na docelową wysoką orbitę eliptyczną IBEX użył dodatkowego silnika rakietowego.   
Misja została zaplanowana na dwa lata, jednak w marcu 2011 przedłużono ją o kolejne dwa lata, a niewykluczone, że potrwa znacznie dłużej.

## Zaangażowani
Misją kieruje Southwest Research Institute. Los Alamos National Laboratory odpowiedzialne jest za przyrząd IBEX-Hi. Lockheed Martin Advanced Technology Center – za IBEX-Lo. Firma Orbital Sciences Corporation dostarczyła statek i wykonała jego testy środowiskowe.

## Ładunek naukowy
Granica heliosfery Układu Słonecznego jest obrazowana poprzez mierzenie intensywności i położenia zderzeń cząstek, podczas których dochodzi do wymiany ładunku (ang. charge-exchange collisions). Daje to obraz fali uderzeniowej wiatru słonecznego. 
Służą do tego dwa rejestratory atomów neutralnych o dużych energiach: IBEX-Hi i IBEX-Lo. Każdy z nich składa się z kolimatora zawężającego pole widzenia, powierzchni konwersyjnej do jonizacji atomów wodoru i tlenu, analizatora elektrostatycznego tłumiącego promieniowanie ultrafioletowe i wybierającego jony o zadanych energiach, oraz detektora zliczającego i identyfikującego poszczególne jony. IBEX-Hi i IBEX-Lo różnią się zakresami rejestrowanych energii jonów. 

## Orbita
IBEX znajduje się na silnie wydłużonej eliptycznej orbicie okołoziemskiej. Duża odległość od Ziemi pozwala satelicie na wyjście z magnetosfery Ziemi i uniknięcie zakłóceń pomiarów jakie by spowodowała. Gdy statek znajduje się w ziemskiej magnetosferze (<70 000 km), pomiary naukowe są przerywane, a zebrane dane przesyłane są na Ziemię.
W pierwszych latach pracy IBEX-a perygeum orbity wynosiło około 8000-16 000 km, a apogeum około 250 000-325 000 km. Zbliżenia do Księżyca i jego wpływ grawitacyjny odkształcały orbitę satelity i niezbędne były korekty za pomocą silniczków manewrowych, by uniknąć spalenia w atmosferze Ziemi lub całkowitego opuszczenia orbity wokółziemskiej. Kiedy w marcu 2011 okazało się, że misja ulegnie wydłużeniu, postanowiono zmienić orbitę. W czerwcu 2011 przeprowadzono kilka manewrów, które wprowadziły satelitę na nową orbitę. Jej perygeum wynosi około 55 000 km, a apogeum ok. 304 000 km. Orbita jest o wiele stabilniejsza i tak zsynchronizowana, że IBEX zawsze trzyma się z dala od Księżyca. Zwiększenie perygeum orbity pozwoliło też oddalić satelitę od pasów Van Allena i ich intensywnego promieniowania oraz od ziemskiej orbity geostacjonarnej, na której robi się coraz tłoczniej. Dzięki temu możliwe będzie prowadzenie badań przez wiele kolejnych lat.